# آسوکولای
آسوکولای (روسی: Ассоколай) یک منطقه مسکونی در روسیه است که در شهرستان تئوچژسکی آدیغیه واقع شده است.